# Beka Gociridze
Beka Gociridze, gruz. ბეკა გოცირიძე (ur. 17 sierpnia 1988 w Tbilisi) – gruziński piłkarz, grający na pozycji napastnika, reprezentant Gruzji.

## Kariera piłkarska

### Kariera klubowa
Wychowanek Szkoły Sportowej nr 35 w Tbilisi. Pierwszy trener Gia Dżangawadze. W 2004 rozpoczął karierę piłkarską w FC Zestaponi. W styczniu 2009 podpisał 4-letni kontrakt z Dniprem Dniepropetrowsk. 14 czerwca 2009 miał wypadek samochodowy, w wyniku czego jemu została usunięta śledziona. Latem 2010 do końca roku został wypożyczony do Krywbasa Krzywy Róg.

### Kariera reprezentacyjna
Od 2008 roku jest zawodnikiem reprezentacji Gruzji. Wcześniej występował w juniorskiej i młodzieżowej reprezentacji Gruzji.